# Pandanus spiralis

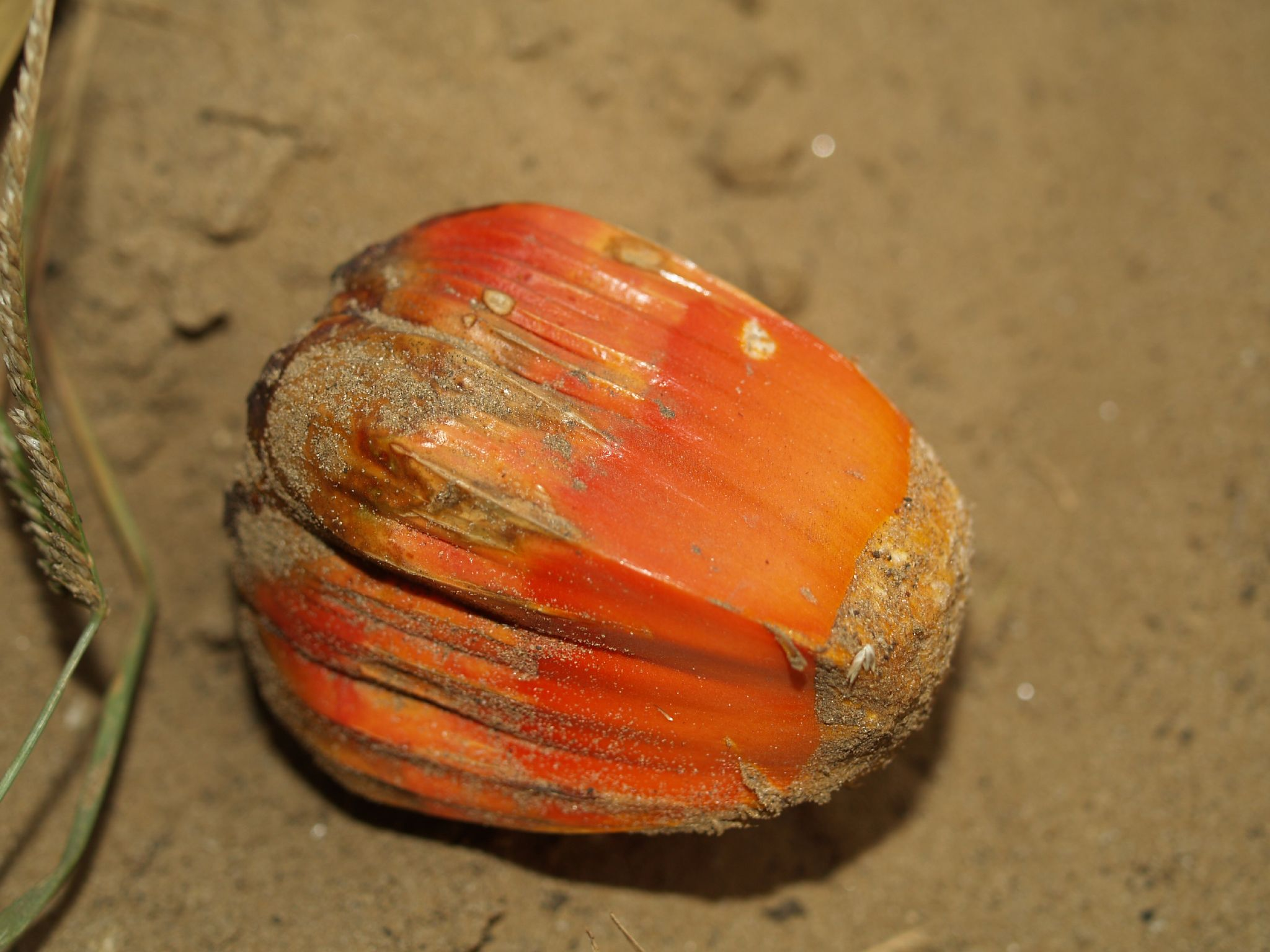
Frucht von Pandanus spiralis

Pandanus spiralis ist eine Pflanzenart aus der Gattung der Schraubenbäume (Pandanus) in der Familie der Schraubenbaumgewächse (Pandanaceae).

## Beschreibung
Pandanus spiralis ist eine immergrüne Pflanze, die einen bis etwa 10 Meter hohen Stamm ausbildet.
Die Laubblätter sind spiralig angeordnet. Sie sind stark dornig bewehrt; die Dornen sitzen auf den Blatträndern und auf der Mittelrippe. Die Blätter sind steif und streifenförmig.
Die Früchte sind Steinfrüchte, die den Früchten der Ananas etwas ähneln. Sie werden im reifen Zustand orange bis orangerot. Die enthaltenen Samen sind essbar.

## Verbreitung und Standort
Die Heimat von Pandanus spiralis liegt im nördlichen Australien. Ihr Verbreitungsgebiet erstreckt sich über die nördlichen Teile der australischen Bundesstaaten Western Australia, Northern Territory und Queensland.
Die Pflanze wächst bevorzugt entlang von Bächen und Flüssen sowie an Stränden und auf Dünen im Küstengebiet.

## Systematik
Die Erstbeschreibung des englischen Botanikers Robert Brown wurde 1810 veröffentlicht. Es werden fünf Varietäten unterschieden. Hier eine Auflistung der Varietäten mit Informationen zur Erstbeschreibung:
- Pandanus spiralis var. convexus (H.St.John) B.C.Stone, Nuytsia 2: 245 (1978).
- Pandanus spiralis var. flammeus B.C.Stone, Nuytsia 2: 245 (1978). Sie kommt im nördlichen Western Australia vor.[3]
- Pandanus spiralis var. multimammillatus B.C.Stone, Nuytsia 2: 247 (1978). Sie kommt im nördlichen Western Australia vor.[3]
- Pandanus spiralis var. spiralis.
- Pandanus spiralis var. thermalis (H.St.John) B.C.Stone, Nuytsia 2: 247 (1978).

## Nutzung
Die Blätter können zum Flechten verwendet werden. In Australien werden vor allem von den Aborigines unter anderem Fischreusen, Körbe und Matten sowie Hals- und Armbänder geflochten.
Die in den Steinfrüchten enthaltenen Samen sind essbar. Um an die Samen zu kommen, muss die etwas verholzte Sammelfrucht zerlegt werden. Die Samen können zu einem nahrhaften Mehl zerrieben werden.

## Ökologie
Verschiedene Tiere, unter anderem Vogelarten, halten sich in der Pflanze auf, um vom Schutz vor Fressfeinden zu profitieren, den das stark bewehrte Blattwerk bietet.